# العلاقات المالطية المصرية
العلاقات المالطية المصرية هي العلاقات الثنائية التي تجمع بين مالطا ومصر.

## مقارنة بين البلدين
هذه مقارنة عامة ومرجعية للدولتين:
| وجه المقارنة                                              | مالطا                                                     | مصر           |
| --------------------------------------------------------- | --------------------------------------------------------- | ------------- |
| المساحة (كم2)                                             | 316                                                       | 1.01 مليون    |
| عدد السكان (نسمة)                                         | 465.29 ألف                                                | 94.80 مليون   |
| الكثافة السكانية (ن./كم²)                                 | 147.24 ألف                                                | 93.86         |
| العاصمة                                                   | فاليتا                                                    | القاهرة       |
| اللغة الرسمية                                             | اللغة المالطية، لغة إنجليزية                              | اللغة العربية |
| العملة                                                    | يورو، ليرة مالطية                                         | جنيه مصري     |
| الناتج المحلي الإجمالي (بليون دولار)                      | 12.54 مليار                                               | 235.37 مليار  |
| الناتج المحلي الإجمالي (تعادل القوة الشرائية) بليون دولار | 14.68 مليار                                               | 998.67 مليار  |
| الناتج المحلي الإجمالي الاسمي للفرد دولار أمريكي          | 22.60 ألف                                                 | 3.61 ألف      |
| الناتج المحلي الإجمالي للفرد دولار أمريكي                 |                                                           |               |
| مؤشر التنمية البشرية                                      | 0.839                                                     | 0.690         |
| رمز المكالمات الدولي                                      | +356                                                      | +20           |
| رمز الإنترنت                                              | .mt                                                       | .eg، .مصر     |
| المنطقة الزمنية                                           | توقيت وسط أوروبا، ت ع م+01:00، ت ع م+02:00، أوروبا/مالطا ‏ | ت ع م+02:00   |

## منظمات دولية مشتركة
يشترك البلدان في عضوية مجموعة من المنظمات الدولية، منها:
| علم المنظمة | اسم المنظمة                               | تاريخ انضمام مالطا | تاريخ انضمام مصر |
| ----------- | ----------------------------------------- | ------------------ | ---------------- |
|             | البنك الدولي للإنشاء والتعمير             | 26 سبتمبر 1983     | 27 ديسمبر 1945   |
|             | منظمة التجارة العالمية                    | ?                  | 30 يونيو 1995    |
|             | المركز الدولي لتسوية المنازعات الاستشارية | 3 ديسمبر 2003      | 2 يونيو 1972     |
|             | الفريق المعني برصد الأرض                  | ?                  | فبراير 2005      |
|             | المنظمة الهيدروغرافية الدولية             | ?                  | 21 يونيو 1921    |
|             | الأمم المتحدة                             | 1 ديسمبر 1964      | 24 أكتوبر 1945   |
|             | منظمة الشرطة الجنائية الدولية             | ?                  | 7 سبتمبر 1923    |
|             | وكالة ضمان الاستثمار متعدد الأطراف        | 12 سبتمبر 1990     | 12 أبريل 1988    |
|             | يونسكو                                    | 10 فبراير 1965     | 22 يناير 1947    |
|             | مؤسسة التمويل الدولية                     | 1 يونيو 2005       | 20 يوليو 1956    |
|             | الاتحاد البريدي العالمي                   | ?                  | ?                |
|             | الاتحاد الدولي للاتصالات                  | 1965               | 9 ديسمبر 1876    |

## وصلات خارجية
- موقع وزارة الخارجية المالطية
- موقع وزارة الخارجية المصرية